# Зариньш, Маргер Оттович
Маргер (Маргерис) Оттович За́риньш (Заринь) (латыш. Marģeris Zariņš; 1910—1993) — латышский советский композитор, дирижёр, писатель. Народный артист СССР (1970). Лауреат Сталинской премии третьей степени (1951).

## Биография
Маргер Зариньш родился 11 (24) мая 1910 года в селе Яунпиебалга (ныне в Латвии), в семье сельского учителя.
В 1929 году окончил Елгавский учительский институт. Получив диплом школьного учителя, приехал в Ригу. Работая в вечерней школе, одновременно в период 1929—1936 годов занимался в Латвийской консерватории (ныне Латвийская музыкальная академия имени Язепа Витола) по трём специальностям: композиция (у Я. Витола), фортепиано (у А. Даугулиса) и орган (у П. П. Йозууса).
Первые композиции относятся к 1936 году. Сам М. Зариньш отмечал влияние М. Равеля и К. Дебюсси на своё формирование как композитора.
С установлением в Латвии советской власти в 1940 году назначен музыкальным руководителем и дирижёром Художественного театра Латвийской ССР (ныне Театр «Дайлес») (Рига), проработав в этой должности 10 лет и написав музыку ко множеству спектаклей. Этот этап творчества, кроме того, характеризуется интенсивной работой с латышским музыкальным фольклором.
В 1951—1952 годах — художественный руководитель Латвийской филармонии.
Всё это время продолжал писать произведения, отвечающие советским идеологическим требованиям. Эти работы, однако, служили композитору, по выражению современного музыковеда, индульгенциями. В действительности его занимают проблемы неоклассицизма и полистилистики, что находит отражение в некоторых его сочинениях.
Литературное творчество, сочетающее элементы реализма и фантастики, в последние годы жизни мастера стало превалирующим.
В 1951—1952 и 1956—1968 годах — председатель правления Союза композиторов Латвийской ССР, в 1962—1968 — секретарь правления Союза композиторов СССР. Член Союза кинематографистов Латвийской ССР. Член Союза писателей Латвийской ССР (с 1970-х гг.)
Маргер Зариньш умер 27 февраля 1993 года в Риге. Похоронен на Берзайнском кладбище в Цесисе (Латвия).

## Награды и звания
- Заслуженный деятель искусств Латвийской ССР (1955)
- Народный артист Латвийской ССР (1965)
- Народный артист СССР (1970)
- Сталинская премия третьей степени (1951 — за ораторию «Валмиерские герои», 1950)
- Государственная премия Латвийской ССР (1957)
- Орден Ленина (1956)
- Орден Дружбы народов (1980)[5]
- Медали.

## Сочинения
Оперы
- «Барин и гусляр» (1939)
- «К новому берегу» (по роману В. Лациса, 1955)
- «Зеленая мельница» (по роману Е. Яншевского, 1958)
- «Опера нищих» (по рассказу «В тени голубой мечети» Ж. Гривы о жизни турецкой бедноты, с использованием стихов О. Хайяма и Н. Хикмета; 1956)
- «Чудо святого Мауриция» (1964)
- «Опера на площади» (к столетию В. И. Ленина, по стихам В. В. Маяковского и статьям Дж. Рида; 1970)
- «Чудесные похождения старого Тайзеля» (1982, по собственной повести)
- «Сон в летнюю ночь» (1984), доработка и редактирование оперы Я. Мединя «Земдеги» (1950).

Оратории
- «Валмиерские герои» (1950)
- «Борьба с Чёртовым болотом» (1951)
- «Махагони» (о судьбе П. Лумумбы, с использованием стихов Л. Хьюза, 1965)

Кантаты
- «Трубач из Талавы» (слова Р. Блауманиса, 1936)
- «Песня дружбы» (слова В. Гревиня, 1948)
- «Праздничный пролог» (слова А. Круклиса, 1950)
- «Из времен латышских красных стрелков» (для женского хора и квартета валторн, 1967)

Другое
- для фортепиано с оркестром — концерт (1936), программная сюита «Греческие вазы» (1943)
- для клавесина, рояля и симфонического оркестра — Concerto grosso (1968; вторая редакция 1973)
- для органа и камерного оркестра — Concerto innocente (1969), Concerto triptihon (1972)
- для органа, ансамбля ударных и арфы — Патетический концерт (1947)
- для духового оркестра — сюита (1948)
- для струнного квартета, кларнета, английского рожка и флейты — 3 легенды (1945)
- для органа — Вариации BACH (1970), Вариации на тему Я. Порука (1971)
- для голоса с камерным оркестром — вокальные циклы (1963), Партита в стиле барокко (1963), Carmina antica на древнегреческие тексты (1964)
- для 3 сопрано, мужского октета и камерного оркестра — «Ода качелям» (1940)
- для 2 солистов, хора и оркестра народных инструментов — хореографическая постановка «Праздник урожая» (1949)
- для голоса и фортепиано — романсы, циклы песен — «Советский юмор и сатира» (сл. Ю. Ванага, П. Силса и В. Гревиня, 1950), «Советская женщина в борьбе за мир» (сл. П. Вилипа, 1951), «Серебристый свет» (сл. Райниса, 1952), «Четыре японские миниатюры» (сл. М. Басе, 1963), «Песни на слова Я. Порука» (1971)
- для хора и симфонического оркестра — сюита «Портреты» (1959)
- для хора мальчиков с оркестром — вокальный цикл (1961)
- для хора а капелла — 12 латышских народных танцев и хороводов (1948), сюита «Колхозные дайны» (1952), «Народная песня о мире» (1951), цикл «Чудесные похождения Старого Тайзеля» (1960), Вариации на партизанскую тему (1962)
- для детского хора и инструментального ансамбля — детская сюита «Незнайка в Солнечном городе» (по одноимённой книге Н. Н. Носова, 1962)
- песни для женского хора на сл. Адамсона
- цикл для мужского хора на сл. Бернса
- «Песни Билитис»
- обработки латышских народных песен (более 20)
- инструментальные миниатюры
- сольные песни (ок. 30), детские песни
- музыка к кинофильмам, для театра, включая спектакли (св. 50) «Ромео и Джульетта» (1943—1944), «Много шума из ничего», «Двенадцатая ночь» У. Шекспира, «Мария Стюарт» Ф. Шиллера, «Дубровский» А. С. Пушкина, «Егор Булычев и другие» М. Горького (1945—1946), «Анна Каренина» (1948—1949) Л. Н. Толстого, «Огонь и ночь», «Золотой конь» (1941) Райниса, «Спартак», «1905 год» А. Упита, «Майя и Пайя» А. Бригадере, «Проделки Трины» Р. Блауманиса и др.

## Композиторская фильмография
- 1956 — За лебединой стаей облаков
- 1957 — Наурис
- 1959 — Эхо
- 1960 — На пороге бури
- 1963 — Домик в дюнах
- 1965 — Заговор послов
- 1966 — Эдгар и Кристина
- 1967 — Жаворонки прилетают первыми
- 1968 — Времена землемеров
- 1969 — У богатой госпожи
- 1970 — Республика Вороньей улицы
- 1971 — В тени смерти
- 1972 — Афера Цеплиса
- 1975 — Лето мотоциклистов
- 1975 — Нападение на тайную полицию
- 1975 — Наперекор судьбе
- 1977 — Мужчина в расцвете лет
- 1978 — Семейный альбом

## Литературная деятельность
На последнем этапе своего творчества переключился, главным образом, на занятия литературой. Начав со сборника рассказов на музыкальные темы «Вечерняя песня органа, Музыкальные рассказы» (1970), в 1972 году выпустил роман «Фальшивый Фауст, или переправленная, пополненная поваренная книга — П. П. П.» (русский перевод (1984), английский перевод (1987)), полный «гротескных переплетений языковых и стилистических слоёв». Среди других сочинений — романы «Мистерии и хеппенинги», «Чудесные приключения старого Тайзеля», «Календарь капельмейстера Коциня» (1982), воспоминания «Оптимистическая энциклопедия жизни», рассказы, эссе, новеллы, повести, статьи, очерки.